# ZHJAYSCPG

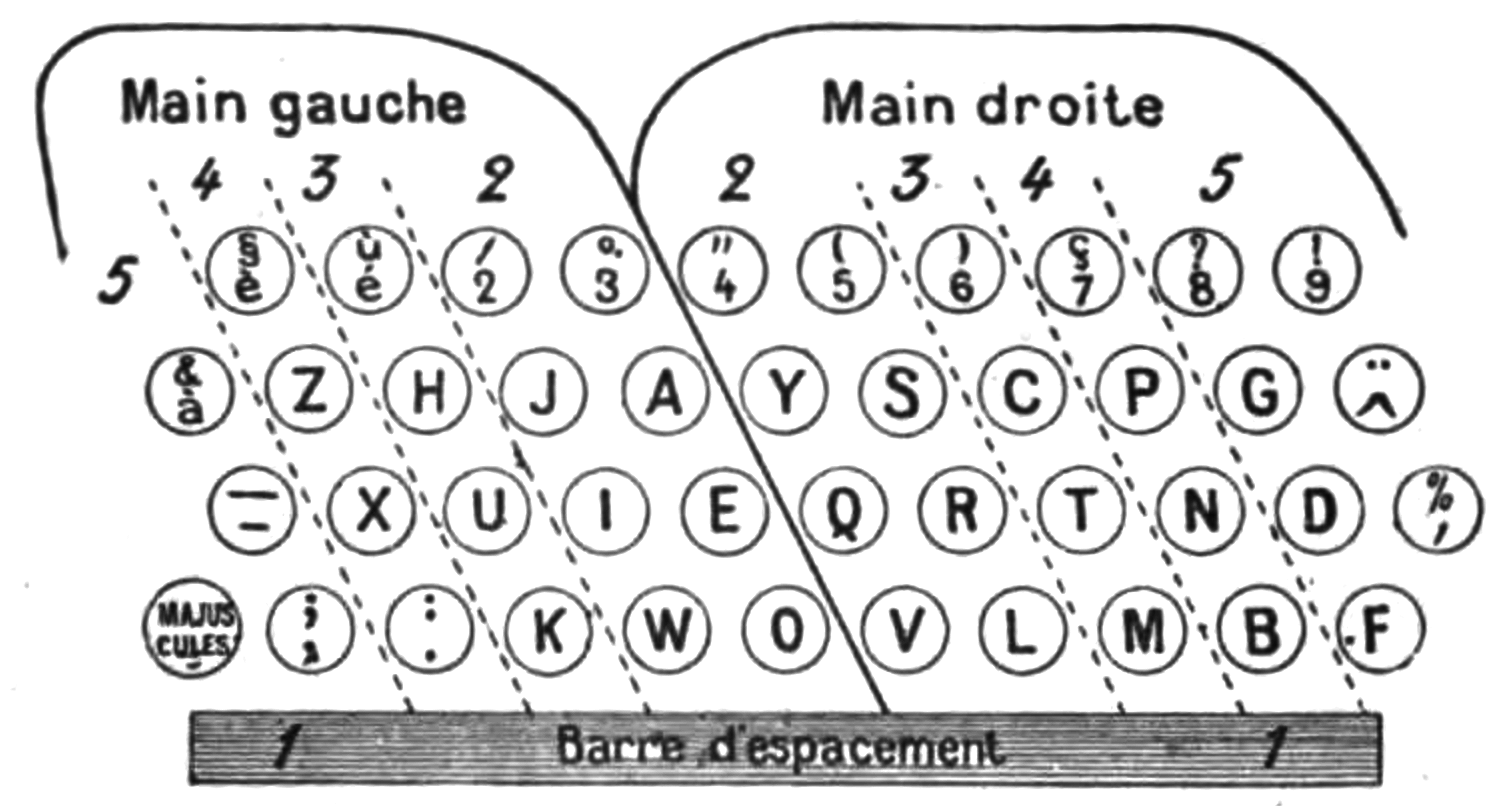
Clavier ZHJAY (Larousse mensuel illustré, 1911).

ZHJAYSCPG ou ZHJAY est une norme de disposition de touches de clavier de machine à écrire réalisée par la commission Albert Navarre, composée de 20 experts. Elle apparaît en France en 1907 et tire son nom des lettres inscrites sur la rangée supérieure.

## Histoire[1]
En France, au début du XXe siècle, on s'inquiète de l'efficacité du clavier AZERTY, légère adaptation française du QWERTY provenant des États-Unis, dont la disposition est principalement guidée par des contraintes techniques. Un débat a lieu, et l'idée de disposer les touches en fonction de la fréquence d'utilisation des caractères est retenue, à l'image de la disposition DHIATENSOR américaine, plus adaptée à l'anglais que le QWERTY. C'est ainsi qu'est mise au point la disposition ZHJAYSCPG, pensée pour le français. Mais quand elle apparaît, les utilisateurs sont déjà habitués aux machines à écrire QWERTY et AZERTY, et cette norme ne parviendra donc pas à s'imposer, pas plus que la disposition DHIATENSOR aux États-Unis.

## Disposition
Les touches marquées en jaunes ne figuraient pas sur les claviers dactylographiques de 1907 utilisant cette disposition. Elles sont seulement données de façon indicative pour une disposition correspondante sur un clavier de PC moderne (en conséquence les caractères tapés en combinaison avec la touche moderne Alt Gr et affichés en bas à droite de certaines touches n'étaient pas accessibles non plus). On peut noter également l'absence sur ces anciens claviers dactylographiques de touches distinctives pour les chiffres ‹ 0 › et ‹ 1 › (qui devaient donc être tapés avec les lettres ‹ O › et ‹ l ›) ; les huit autres chiffres étaient également décalés de deux positions vers la droite par rapport aux dispositions modernes, pour placer les lettres accentuées courantes ‹ è › et ‹ é › à gauche, avant tous les chiffres (une disposition plus conforme aux claviers modernes peut remettre ces touches à leur place, en plaçant cette fois les touches pour les lettres ‹ è › et ‹ é › à droite, après tous les chiffres).
D'autres dispositions similaires de machines à écrire utilisaient une touche combinatoire Chif fonctionnant comme la touche Maj et placée au dessus d'elle (ou comme la touche Alt Gr des claviers modernes) pour accéder à un troisième jeu de caractères, tapés en combinaison avec une touche de la première rangée de lettres, afin d'obtenir les dix chiffres ainsi que les ponctuations supplémentaires ou les lettres ou ligatures latines minuscules qui complètent les 26 lettres de l'alphabet de base et 3 autres touches de ponctuation courante (ces claviers prenaient en charge également une unique touche morte à droite du clavier pour l'accent circonflexe et le tréma). La touche Chif pouvait également être verrouillable à gauche du clavier (de la même façon que la touche Maj) et déverrouillée avec la touche de droite utilisable également pour taper les chiffres isolément. De sorte que ces claviers ne comportaient pas 4 rangées de touches (hors celle de la barre d'espace) mais seulement 3.
Enfin ces anciennes dispositions de machines à écrire ne comportaient pas de touche Entrée puisque le retour à la ligne s'effectuait manuellement hors du clavier principal, en poussant de gauche à droite une poignée située à gauche du chariot porteur du papier, cette poignée actionnant une rotation d'une ligne vers le haut du rouleau porté par ce chariot avant de permettre la poussée latérale. Il n'y avait pas non plus de touche retour arrière, l'opérateur pouvant pousser aussi le chariot de gauche à droite sans actionner cette poignée afin d'effectuer les corrections ou superpositions voulues.